# 1938-as labdarúgó-világbajnokság
Az 1938-as labdarúgó-világbajnokság volt a harmadik labdarúgó-világbajnokság. Franciaországban rendezték június 4–19. között. A FIFA 1936 augusztusában választotta ki Franciaországot a vb házigazdájának.
A tornán 15 nemzet vett részt (16 csapatra volt kiírva a torna, de Ausztria az Anschluss miatt visszalépett, játékosainak egy része a német válogatottban lépett pályára).
Olaszország megvédte világbajnoki címét, miután a döntőben 4–2-re győzött Magyarország ellen. Vittorio Pozzo az eddigi egyetlen, aki két világbajnokságot nyert edzőként.

## Rendező
Franciaországot a FIFA Berlinben 1936. augusztus 13-án választotta ki rendezőnek. Franciaország Argentínát és Németországot előzte meg a szavazás első köre után. Az 1938-as világbajnokság volt az utolsó torna a II. világháború kitörése előtt.

## Selejtezők

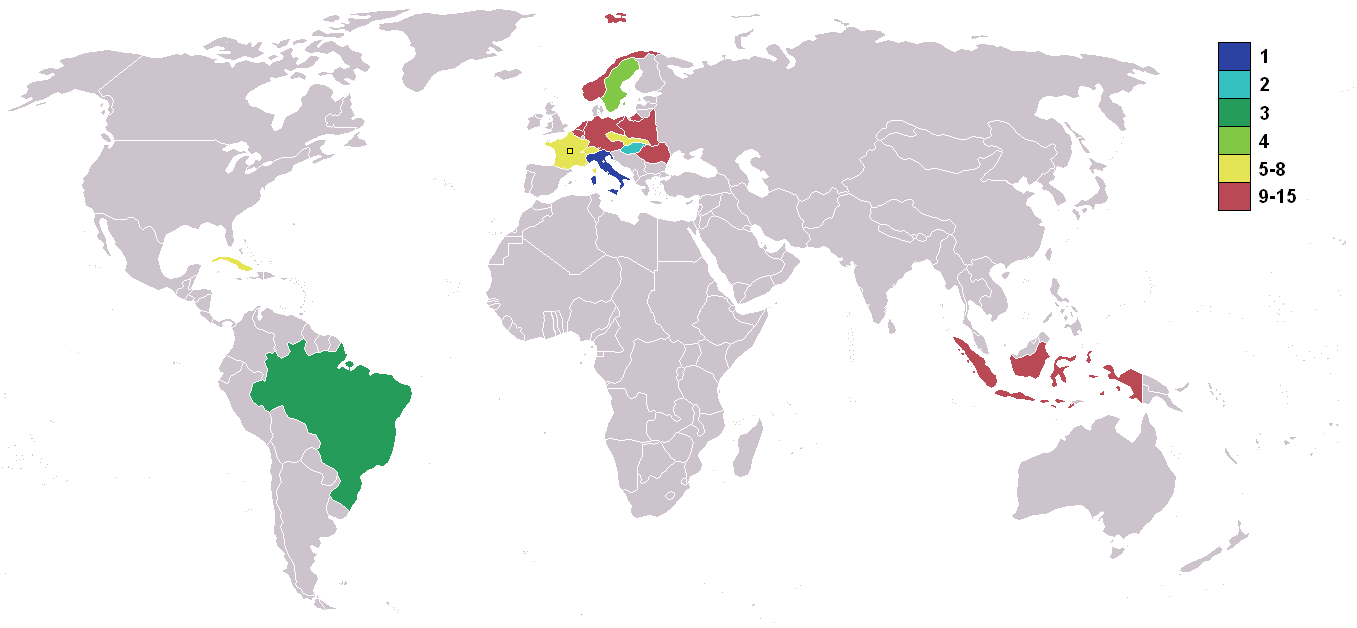
Részt vevő országok

Az 1938-as labdarúgó-világbajnokság selejtezőire 37 ország válogatottja adta be nevezését, a végső tornán azonban csak 16 csapat vehetett részt. Első alkalommal fordult elő, hogy a házigazda (Franciaország) és a címvédő (Olaszország) csapatai automatikusan résztvevői voltak a tornának. A maradék 14 hely a következőképpen alakult: 11 európai, 2 amerikai és 1 ázsiai ország. A három nem európai ország: Brazília, Holland-India és Kuba volt. A Spanyol polgárháború miatt Spanyolország visszalépett a selejtezőktől.
Ausztria ugyan kiharcolta a részvételt, de az Anschluss következtében Németországgal egyesítették, és visszalépett a tornáról. Néhány osztrák játékos vállalta az egyesített csapatban is a részvételt, azonban a korszak egyik legismertebb játékosa Matthias Sindelar megtagadta. Ausztria után Lettország végzett a selejtezőcsoport második helyén, de végül nem kapott meghívást, így az osztrákok ellenfele, Svédország játék nélkül jutott a következő körbe. Ezen a tornán szerepelt első alkalommal a világbajnokságok történetében Kuba, Holland-India (Indonézia), Lengyelország és Norvégia. Előbbi kettőnek azóta sem sikerült kijutnia, a lengyelek pedig ezt követően csak 1974-ben, míg a norvégok még később, 1994-ben szerepeltek újra világbajnokságon.

## Résztvevők
| - Belgium - Brazília - Csehszlovákia - Franciaország - Hollandia - Holland-India - Kuba | - Lengyelország - Magyarország - Németország - Norvégia - Olaszország - Románia - Svájc - Svédország |

- Ausztria visszalépett az Anschluss miatt.

## Helyszínek
A mérkőzéseket 10 város (Antibes, Bordeaux, Le Havre, Lille, Lyon, Marseille, Párizs, Reims, Strasbourg, Toulouse) 11 stadionjában rendezték volna a tervek szerint, de Ausztria visszalépése miatt Lyonban nem rendeztek mérkőzést.
| Párizs                      | Párizs                                                                          | Marseille                                                                       | Lyon                                                                            |
| --------------------------- | ------------------------------------------------------------------------------- | ------------------------------------------------------------------------------- | ------------------------------------------------------------------------------- |
| Stade Olympique de Colombes | Parc des Princes                                                                | Stade Vélodrome                                                                 | Stade de Gerland (az egyetlen meccset is törölték)                              |
| Befogadóképesség: 60,000    | Befogadóképesség: 48,712                                                        | Befogadóképesség: 48,000                                                        | Befogadóképesség: 40,500                                                        |
|                             |                                                                                 |                                                                                 |                                                                                 |
| Reims                       | Lille Marseille Párizs Antibes Lyon Reims Toulouse Le Havre Bordeaux Strasbourg | Lille Marseille Párizs Antibes Lyon Reims Toulouse Le Havre Bordeaux Strasbourg | Lille Marseille Párizs Antibes Lyon Reims Toulouse Le Havre Bordeaux Strasbourg |
| Vélodrome Municipal         | Lille Marseille Párizs Antibes Lyon Reims Toulouse Le Havre Bordeaux Strasbourg | Lille Marseille Párizs Antibes Lyon Reims Toulouse Le Havre Bordeaux Strasbourg | Lille Marseille Párizs Antibes Lyon Reims Toulouse Le Havre Bordeaux Strasbourg |
| Befogadóképesség: 21,684    | Lille Marseille Párizs Antibes Lyon Reims Toulouse Le Havre Bordeaux Strasbourg | Lille Marseille Párizs Antibes Lyon Reims Toulouse Le Havre Bordeaux Strasbourg | Lille Marseille Párizs Antibes Lyon Reims Toulouse Le Havre Bordeaux Strasbourg |
|                             | Lille Marseille Párizs Antibes Lyon Reims Toulouse Le Havre Bordeaux Strasbourg | Lille Marseille Párizs Antibes Lyon Reims Toulouse Le Havre Bordeaux Strasbourg | Lille Marseille Párizs Antibes Lyon Reims Toulouse Le Havre Bordeaux Strasbourg |
| Lille                       | Lille Marseille Párizs Antibes Lyon Reims Toulouse Le Havre Bordeaux Strasbourg | Lille Marseille Párizs Antibes Lyon Reims Toulouse Le Havre Bordeaux Strasbourg | Lille Marseille Párizs Antibes Lyon Reims Toulouse Le Havre Bordeaux Strasbourg |
| Stade Victor Boucquey       | Lille Marseille Párizs Antibes Lyon Reims Toulouse Le Havre Bordeaux Strasbourg | Lille Marseille Párizs Antibes Lyon Reims Toulouse Le Havre Bordeaux Strasbourg | Lille Marseille Párizs Antibes Lyon Reims Toulouse Le Havre Bordeaux Strasbourg |
| Befogadóképesség: 15,000    | Lille Marseille Párizs Antibes Lyon Reims Toulouse Le Havre Bordeaux Strasbourg | Lille Marseille Párizs Antibes Lyon Reims Toulouse Le Havre Bordeaux Strasbourg | Lille Marseille Párizs Antibes Lyon Reims Toulouse Le Havre Bordeaux Strasbourg |
|                             | Lille Marseille Párizs Antibes Lyon Reims Toulouse Le Havre Bordeaux Strasbourg | Lille Marseille Párizs Antibes Lyon Reims Toulouse Le Havre Bordeaux Strasbourg | Lille Marseille Párizs Antibes Lyon Reims Toulouse Le Havre Bordeaux Strasbourg |
| Antibes                     | Lille Marseille Párizs Antibes Lyon Reims Toulouse Le Havre Bordeaux Strasbourg | Lille Marseille Párizs Antibes Lyon Reims Toulouse Le Havre Bordeaux Strasbourg | Lille Marseille Párizs Antibes Lyon Reims Toulouse Le Havre Bordeaux Strasbourg |
| Stade du Fort Carré         | Lille Marseille Párizs Antibes Lyon Reims Toulouse Le Havre Bordeaux Strasbourg | Lille Marseille Párizs Antibes Lyon Reims Toulouse Le Havre Bordeaux Strasbourg | Lille Marseille Párizs Antibes Lyon Reims Toulouse Le Havre Bordeaux Strasbourg |
| Befogadóképesség: 7,000     | Lille Marseille Párizs Antibes Lyon Reims Toulouse Le Havre Bordeaux Strasbourg | Lille Marseille Párizs Antibes Lyon Reims Toulouse Le Havre Bordeaux Strasbourg | Lille Marseille Párizs Antibes Lyon Reims Toulouse Le Havre Bordeaux Strasbourg |
|                             | Lille Marseille Párizs Antibes Lyon Reims Toulouse Le Havre Bordeaux Strasbourg | Lille Marseille Párizs Antibes Lyon Reims Toulouse Le Havre Bordeaux Strasbourg | Lille Marseille Párizs Antibes Lyon Reims Toulouse Le Havre Bordeaux Strasbourg |
| Toulouse                    | Bordeaux                                                                        | Strasbourg                                                                      | Le Havre                                                                        |
| Stade Chapou                | Parc Lescure                                                                    | Stade de la Meinau                                                              | Stade Municipal                                                                 |
| Befogadóképesség: 35,472    | Befogadóképesség: 34,694                                                        | Befogadóképesség: 30,000                                                        | Befogadóképesség: 22,000                                                        |
|                             |                                                                                 |                                                                                 |                                                                                 |

## Játékvezetés
A labdarúgó-világbajnokságra 25 európai játékvezetőt hívtak meg. A FIFA gyakorlatának megfelelően a rendező tagország, Franciaország adta a legtöbb játékvezetőt, 13 főt, akik közül 3 fő játékvezetőként, közülük Georges Capdeville a döntőt vezethette, 10 fő csak partbíróként működött közre. Három játékvezető érkezett az Ausztriával kibővült Németországból. Két-két játékvezetőt adott Belgium, Olaszország, egyet-egyet Magyarország, Hollandia, Csehszlovákia, Svájc és Svédország. Öt játékvezető kettő, 8 játékvezető egy-egy mérkőzést vezetett. A legtöbbször, négy alkalommal Paul Marenco (francia) játékvezető működött partbíróként.  A holland játékvezetővel, Johannes van Moorsellal együtt három játékvezető három alkalommal kapott szerepet, mint partbíró. A FIFA előírásának megfelelően azok a játékvezetők, akik nem vezettek mérkőzést, valamelyik társuknál partbíróként működtek közre. Heten kettő, kilencen egy alkalommal közreműködtek partbíróként. Négy játékvezető csak játékvezetői feladatot látott el.
| Játékvezetők - John Langenus - Louis Baert - Alfred Birlem - Rinaldo Barlassina - Giuseppe Scarpi - Augustin Krist - Alois Beranek - Hans Wütherich - Ivan Eklind - Hertzka Pál - Roger Conrié - Lucien Leclercq - Georges Capdeville | Partbírók - Charles de la Salle - Ferdinand Valprede - Jean Merkex - Georges Bouture - Paul Trehou - Louis Poissant - Ernest Kissenberger - Eugène Olive - Victor Sdez - Paul Marenco - Carl Weingärtner - Johannes van Moorsel |

Jegyzetek
1. ↑  Osztrák, de az Anschluss miatt aktuálisan német állampolgár volt.

## Eredmények
|  |                        |                      |                       |                     |                      |                      |                        |               |               |               |                       |                       |                       |  |  |       |       |       |
|  | Nyolcaddöntők          | Nyolcaddöntők        | Nyolcaddöntők         |                     |                      | Negyeddöntők         | Negyeddöntők           | Negyeddöntők  |               |               | Elődöntők             | Elődöntők             | Elődöntők             |  |  | Döntő | Döntő | Döntő |
|  | Nyolcaddöntők          | Nyolcaddöntők        | Nyolcaddöntők         |                     |                      | Negyeddöntők         | Negyeddöntők           | Negyeddöntők  |               |               | Elődöntők             | Elődöntők             | Elődöntők             |  |  | Döntő | Döntő | Döntő |
|  | június 5. – Párizs     |                      |                       |                     |                      |                      |                        |               |               |               |                       |                       |                       |  |  |       |       |       |
|  |                        |                      |                       |                     |                      |                      |                        |               |               |               |                       |                       |                       |  |  |       |       |       |
|  | Franciaország          | Franciaország        | 3                     |                     |                      |                      |                        |               |               |               |                       |                       |                       |  |  |       |       |       |
|  | Franciaország          | Franciaország        | 3                     | június 12. – Párizs |                      |                      |                        |               |               |               |                       |                       |                       |  |  |       |       |       |
|  | Belgium                | Belgium              | 1                     |                     |                      |                      |                        |               |               |               |                       |                       |                       |  |  |       |       |       |
|  | Belgium                | Belgium              | 1                     |                     |                      | Franciaország        | Franciaország          | 1             |               |               |                       |                       |                       |  |  |       |       |       |
|  | június 5. – Marseille  |                      |                       |                     |                      | Franciaország        | Franciaország          | 1             |               |               |                       |                       |                       |  |  |       |       |       |
|  |                        |                      | Olaszország           | Olaszország         | 3                    |                      |                        |               |               |               |                       |                       |                       |  |  |       |       |       |
|  | Olaszország (h.u.)     | Olaszország (h.u.)   | Olaszország           | Olaszország         | 3                    | 2                    |                        |               |               |               |                       |                       |                       |  |  |       |       |       |
|  | Olaszország (h.u.)     | Olaszország (h.u.)   |                       |                     |                      | 2                    | június 16. – Marseille |               |               |               |                       |                       |                       |  |  |       |       |       |
|  | Norvégia               | Norvégia             | 1                     |                     |                      |                      |                        |               |               |               |                       |                       |                       |  |  |       |       |       |
|  | Norvégia               | Norvégia             | 1                     |                     |                      | Olaszország          | Olaszország            | 2             |               |               |                       |                       |                       |  |  |       |       |       |
|  | június 5. – Strasbourg |                      |                       |                     |                      | Olaszország          | Olaszország            | 2             |               |               |                       |                       |                       |  |  |       |       |       |
|  |                        |                      | Brazília              | Brazília            | 1                    |                      |                        |               |               |               |                       |                       |                       |  |  |       |       |       |
|  | Brazília (h.u.)        | Brazília (h.u.)      | Brazília              | Brazília            | 1                    | 6                    |                        |               |               |               |                       |                       |                       |  |  |       |       |       |
|  | Brazília (h.u.)        | Brazília (h.u.)      | június 12. – Bordeaux |                     |                      | 6                    |                        |               |               |               |                       |                       |                       |  |  |       |       |       |
|  | Lengyelország          | Lengyelország        | 5                     |                     |                      |                      |                        |               |               |               |                       |                       |                       |  |  |       |       |       |
|  | Lengyelország          | Lengyelország        | 5                     |                     |                      | Brazília *           | Brazília *             | 1 (2)         |               |               |                       |                       |                       |  |  |       |       |       |
|  | június 5. – Le Havre   |                      |                       |                     |                      | Brazília *           | Brazília *             | 1 (2)         |               |               |                       |                       |                       |  |  |       |       |       |
|  |                        |                      | Csehszlovákia         | Csehszlovákia       | 1 (1)                |                      |                        |               |               |               |                       |                       |                       |  |  |       |       |       |
|  | Csehszlovákia (h.u.)   | Csehszlovákia (h.u.) | Csehszlovákia         | Csehszlovákia       | 1 (1)                | 3                    |                        |               |               |               |                       |                       |                       |  |  |       |       |       |
|  | Csehszlovákia (h.u.)   | Csehszlovákia (h.u.) |                       |                     |                      | 3                    | június 19. – Párizs    |               |               |               |                       |                       |                       |  |  |       |       |       |
|  | Hollandia              | Hollandia            | 0                     |                     |                      |                      |                        |               |               |               |                       |                       |                       |  |  |       |       |       |
|  | Hollandia              | Hollandia            | 0                     |                     |                      | Olaszország          | Olaszország            | 4             |               |               |                       |                       |                       |  |  |       |       |       |
|  | június 4. – Párizs     |                      |                       |                     |                      | Olaszország          | Olaszország            | 4             |               |               |                       |                       |                       |  |  |       |       |       |
|  |                        |                      | Magyarország          | Magyarország        | 2                    |                      |                        |               |               |               |                       |                       |                       |  |  |       |       |       |
|  | Németország            | Németország          | Magyarország          | Magyarország        | 2                    | 1 (2)                |                        |               |               |               |                       |                       |                       |  |  |       |       |       |
|  | Németország            | Németország          | június 12. – Lille    |                     |                      | 1 (2)                |                        |               |               |               |                       |                       |                       |  |  |       |       |       |
|  | Svájc *                | Svájc *              | 1 (4)                 |                     |                      |                      |                        |               |               |               |                       |                       |                       |  |  |       |       |       |
|  | Svájc *                | Svájc *              | 1 (4)                 |                     |                      | Svájc                | Svájc                  | 0             |               |               |                       |                       |                       |  |  |       |       |       |
|  | június 5. – Reims      |                      |                       |                     |                      | Svájc                | Svájc                  | 0             |               |               |                       |                       |                       |  |  |       |       |       |
|  |                        |                      | Magyarország          | Magyarország        | 2                    |                      |                        |               |               |               |                       |                       |                       |  |  |       |       |       |
|  | Magyarország           | Magyarország         | Magyarország          | Magyarország        | 2                    | 6                    |                        |               |               |               |                       |                       |                       |  |  |       |       |       |
|  | Magyarország           | Magyarország         |                       |                     |                      | 6                    | június 16. – Párizs    |               |               |               |                       |                       |                       |  |  |       |       |       |
|  | Holland India          | Holland India        | 0                     |                     |                      |                      |                        |               |               |               |                       |                       |                       |  |  |       |       |       |
|  | Holland India          | Holland India        | 0                     |                     |                      | Magyarország         | Magyarország           | 5             |               |               |                       |                       |                       |  |  |       |       |       |
|  | június 5. – Lyon       |                      |                       |                     |                      | Magyarország         | Magyarország           | 5             |               |               |                       |                       |                       |  |  |       |       |       |
|  |                        |                      | Svédország            | Svédország          | 1                    |                      |                        | Bronzmérkőzés | Bronzmérkőzés | Bronzmérkőzés |                       |                       |                       |  |  |       |       |       |
|  | Svédország             | Svédország           | Svédország            | Svédország          | 1                    | O                    |                        |               |               | Bronzmérkőzés |                       |                       |                       |  |  |       |       |       |
|  | Svédország             | Svédország           |                       |                     | június 12. – Antibes | június 12. – Antibes | június 12. – Antibes   |               |               |               | június 19. – Bordeaux | június 19. – Bordeaux | június 19. – Bordeaux |  |  |       |       |       |
|  | Ausztria               | Ausztria             | X                     |                     | június 12. – Antibes | június 12. – Antibes | június 12. – Antibes   |               |               |               | június 19. – Bordeaux | június 19. – Bordeaux | június 19. – Bordeaux |  |  |       |       |       |
|  | Ausztria               | Ausztria             | X                     |                     |                      | Svédország           | Svédország             | 8             | Brazília      | Brazília      | 4                     |                       |                       |  |  |       |       |       |
|  | június 5. – Toulouse   |                      |                       |                     |                      | Svédország           | Svédország             | 8             | Brazília      | Brazília      | 4                     |                       |                       |  |  |       |       |       |
|  |                        |                      | Kuba                  | Kuba                | 0                    |                      |                        | Svédország    | Svédország    | 2             |                       |                       |                       |  |  |       |       |       |
|  | Kuba *                 | Kuba *               | Kuba                  | Kuba                | 0                    | 3 (2)                |                        | Svédország    | Svédország    | 2             |                       |                       |                       |  |  |       |       |       |
|  | Kuba *                 | Kuba *               |                       |                     |                      |                      |                        |               |               |               |                       |                       |                       |  |  |       |       |       |
|  | Románia                | Románia              | 3 (1)                 |                     |                      |                      |                        |               |               |               |                       |                       |                       |  |  |       |       |       |
|  | Románia                | Románia              | 3 (1)                 |                     |                      |                      |                        |               |               |               |                       |                       |                       |  |  |       |       |       |

- A "*"-gal megjelölt mérkőzéseket újrajátszották, mivel sem a rendes játékidőben, sem a hosszabbításban nem dőlt el a találkozó.

### Nyolcaddöntők
| 1938. június 4. 18:00 |

| Németország | 1–1 (h. u.)            | Svájc        |
| ----------- | ---------------------- | ------------ |
| Gauchel 29' | (1–1, 1–1) Jegyzőkönyv | Abegglen 43' |

| Parc des Princes, Párizs Nézőszám: 30 000 Játékvezető: John Langenus (belga) Asszisztensek: Paul Marenco (francia), Johannes van Moorsel (holland) |

| 1938. június 5. 17:00 |

| Magyarország                                          | 6–0               | Holland India |
| ----------------------------------------------------- | ----------------- | ------------- |
| Kohut 13' Toldi 15' Sárosi 28' 89' Zsengellér 35' 76' | (4–0) Jegyzőkönyv |               |

| Vélodrome Municipal, Reims Nézőszám: 8000 Játékvezető: Roger Conrié (francia) Asszisztensek: Charles de la Salle (francia), Carl Weingärtner (német) |

| 1938. június 5. |

| Svédország | játék nélkül | Ausztria |
| ---------- | ------------ | -------- |
|            |              |          |

| Lyon, Stade de Gerland |

- Ausztria visszalépett, Svédország játék nélkül jutott tovább

| 1938. június 5. 17:00 |

| Kuba                         | 3–3 (h. u.)            | Románia                           |
| ---------------------------- | ---------------------- | --------------------------------- |
| Socorro 44' 103' Magriñá 69' | (1–1, 2–2) Jegyzőkönyv | Bindea 35' Barátky 88' Dobay 105' |

| Stade Chapou, Toulouse Nézőszám: 6000 Játékvezető: Giuseppe Scarpi (olasz) Asszisztensek: Ferdinand Valprede (francia), Jean Merkex (francia) |

| 1938. június 5. 17:00 |

| Franciaország               | 3–1               | Belgium        |
| --------------------------- | ----------------- | -------------- |
| Veinante 1' Nicolas 16' 69' | (2–1) Jegyzőkönyv | Isemborghs 38' |

| Stade Olympique de Colombes, Párizs Nézőszám: 32 000 Játékvezető: Hans Wütherich (svájci) Asszisztensek: Augustin Krist (csehszlovák), Alfred Birlem (német) |

| 1938. június 5. 17:00 |

| Olaszország           | 2–1 (h. u.)            | Norvégia    |
| --------------------- | ---------------------- | ----------- |
| Ferraris 2' Piola 94' | (1–1, 1–0) Jegyzőkönyv | Brustad 83' |

| Stade Vélodrome, Marseille Nézőszám: 18 000 Játékvezető: Alois Beranek (osztrák) Asszisztensek: Georges Bouture (francia), Paul Trehou (francia) |

| 1938. június 5. 17:30 |

| Brazília                                        | 6–5 (h. u.)            | Lengyelország                                        |
| ----------------------------------------------- | ---------------------- | ---------------------------------------------------- |
| Leônidas 18' 93' 104' Romeu 25' Perácio 44' 71' | (4–4, 3–1) Jegyzőkönyv | Scherfke 23' (11-esből) Willimowski 53' 59' 89' 118' |

| Stade de la Meinau, Strasbourg Nézőszám: 16 000 Játékvezető: Ivan Eklind (svéd) Asszisztensek: Louis Poissant (francia), Ernest Kissenberger (francia) |

| 1938. június 5. 18:30 |

| Csehszlovákia                        | 3–0 (h. u.) | Hollandia |
| ------------------------------------ | ----------- | --------- |
| Košťálek 93' Nejedlý 111' Zeman 118' | Jegyzőkönyv |           |

| Stade Cavée Verte, Le Havre Nézőszám: 11 000 Játékvezető: Lucien Leclercq (francia) Asszisztensek: Eugène Olive (francia), Victor Sdez (francia) |

#### Megismételt mérkőzések
| 1938. június 9. 18:00 |

| Németország                        | 2–4               | Svájc                                     |
| ---------------------------------- | ----------------- | ----------------------------------------- |
| Hahnemann 8' Lörtscher 22' (öngól) | (2–1) Jegyzőkönyv | Walaschek 42' Bickel 64' Abegglen 75' 78' |

| Parc des Princes, Párizs Nézőszám: 22 000 Játékvezető: Ivan Eklind (svéd) Asszisztensek: Louis Baert (belga), Johannes van Moorsel (holland) |

| 1938. június 9. 18:00 |

| Kuba                      | 2–1               | Románia   |
| ------------------------- | ----------------- | --------- |
| Socorro 51' Fernández 57' | (0–1) Jegyzőkönyv | Dobay 35' |

| Stade Chapou, Toulouse Nézőszám: 5000 Játékvezető: Alfred Birlem (német) Asszisztensek: Georges Capdeville (francia), Paul Marenco (francia) |

### Negyeddöntők
| 1938. június 12. 17:00 |

| Svájc | 0–2               | Magyarország              |
| ----- | ----------------- | ------------------------- |
|       | (0–1) Jegyzőkönyv | Sárosi 40' Zsengellér 89' |

| Stade Victor Boucquey, Lille Nézőszám: 14 000 Játékvezető: Rinaldo Barlassina (olasz) Asszisztensek: Alois Beranek (osztrák), Georges Bouture (francia) |

| 1938. június 12. 17:00 |

| Svédország                                                         | 8–0               | Kuba |
| ------------------------------------------------------------------ | ----------------- | ---- |
| Keller 9' 80' 81' Wetterström 22' 37' 44' Nyberg 84' Andersson 90' | (4–0) Jegyzőkönyv |      |

| Stade du Fort Carré, Antibes Nézőszám: 6000 Játékvezető: Augustin Krist (csehszlovák) Asszisztensek: Carl Weingärtner (német), Victor Sdez (francia) |

| 1938. június 12. 17:00 |

| Franciaország | 1–3               | Olaszország               |
| ------------- | ----------------- | ------------------------- |
| Heisserer 10' | (1–1) Jegyzőkönyv | Colaussi 9' Piola 51' 72' |

| Stade Olympique de Colombes, Párizs Nézőszám: 58 000 Játékvezető: Louis Baert (belga) Asszisztensek: Hans Wütherich (svájci), Ivan Eklind (svéd) |

| 1938. június 12. 17:00 |

| Brazília     | 1–1 (h. u.)            | Csehszlovákia          |
| ------------ | ---------------------- | ---------------------- |
| Leônidas 30' | (1–1, 1–0) Jegyzőkönyv | Nejedlý 65' (11-esből) |

| Parc Lescure, Bordeaux Nézőszám: 25 000 Játékvezető: Hertzka Pál (magyar) Asszisztensek: Giuseppe Scarpi (olasz), Charles de la Salle (francia) |

#### Megismételt mérkőzés
| 1938. június 14. 18:00 |

| Brazília                 | 2–1               | Csehszlovákia |
| ------------------------ | ----------------- | ------------- |
| Leônidas 57' Roberto 62' | (0–1) Jegyzőkönyv | Kopecký 25'   |

| Parc Lescure, Bordeaux Nézőszám: 20 000 Játékvezető: Georges Capdeville (francia) Asszisztensek: Paul Marenco (francia), Ernest Kissenberger (francia) |

### Elődöntők
| 1938. június 16. 18:00 |

| Magyarország                                                   | 5–1               | Svédország |
| -------------------------------------------------------------- | ----------------- | ---------- |
| Jacobsson 19' (öngól) Titkos 37' Zsengellér 39' 85' Sárosi 65' | (3–1) Jegyzőkönyv | Nyberg 1'  |

| Parc des Princes, Párizs Nézőszám: 22 000 Játékvezető: Lucien Leclercq (francia) Asszisztensek: Johannes van Moorsel (holland), Giuseppe Scarpi (olasz) |

| 1938. június 16. 18:00 |

| Olaszország                        | 2–1               | Brazília        |
| ---------------------------------- | ----------------- | --------------- |
| Colaussi 51' Meazza 60' (11-esből) | (0–0) Jegyzőkönyv | Pellicciari 87' |

| Stade Vélodrome, Marseille Nézőszám: 30 000 Játékvezető: Hans Wütherich (svájci) Asszisztensek: Alois Beranek (osztrák), Paul Marenco (francia) |

### Bronzmérkőzés
| 1938. június 19. 17:00 |

| Svédország              | 2–4               | Brazília                                     |
| ----------------------- | ----------------- | -------------------------------------------- |
| Jonasson 28' Nyberg 38' | (2–1) Jegyzőkönyv | Pellicciari 44' Leônidas 63' 74' Perácio 80' |

| Parc Lescure, Bordeaux Nézőszám: 20 000 Játékvezető: John Langenus (belga) Asszisztensek: Eugène Olive (francia), Ferdinand Valprede (francia) |

### Döntő
| 1938. június 19. 17:00 |

| Magyarország         | 2–4               | Olaszország                   |
| -------------------- | ----------------- | ----------------------------- |
| Titkos 8' Sárosi 70' | (1–3) Jegyzőkönyv | Colaussi 6' 35' Piola 16' 82' |

| Stade Olympique de Colombes, Párizs Nézőszám: 60 000 Játékvezető: Georges Capdeville (francia) Asszisztensek: Hans Wütherich (svájci), Augustin Krist (csehszlovák) |

| Az 1938-as labdarúgó-világbajnokság győztese |
| -------------------------------------------- |
| OLASZORSZÁG 2. cím                           |

## Gólszerzők
7 gólos
- Leônidas

5 gólos
- Sárosi György
- Zsengellér Gyula
- Silvio Piola

4 gólos
- Gino Colaussi
- Ernst Willimowski

3 gólos
| - Perácio - Romeu | - Tore Keller - Arne Nyberg | - Gustav Wetterström - André Abegglen |

2 gólos
| - Héctor Socorro - Oldřich Nejedlý | - Jean Nicolas | - Silviu Bindea |

1 gólos
| - Henri Isemborghs - Roberto - Tomás Fernández - Carlos Oliveira - Juan Tuñas - Vlastimil Kopecký - Josef Košťálek - Josef Zeman - Oscar Heisserer - Émile Veinante | - Josef Gauchel - Wilhelm Hahnemann - Kohut Vilmos - Sas Ferenc - Titkos Pál - Toldi Géza - Pietro Ferraris - Giuseppe Meazza | - Arne Brustad - Friedrich Scherfke - Barátky Gyula - Dobay István - Harry Andersson - Sven Jonasson - Alfred Bickel - Eugen Walaschek |

1 öngólos
- Ernst Lörtscher (Németországnak)

## Végeredmény
Az első négy helyezett utáni sorrend nem tekinthető hivatalosnak, mivel ezekért a helyekért nem játszottak mérkőzéseket. Ezért e helyezések meghatározása a következők szerint történt:
1. több szerzett pont,
2. jobb gólkülönbség,
3. több szerzett gól,
4. nemzetnév.

A hazai csapat eltérő háttérszínnel kiemelve.

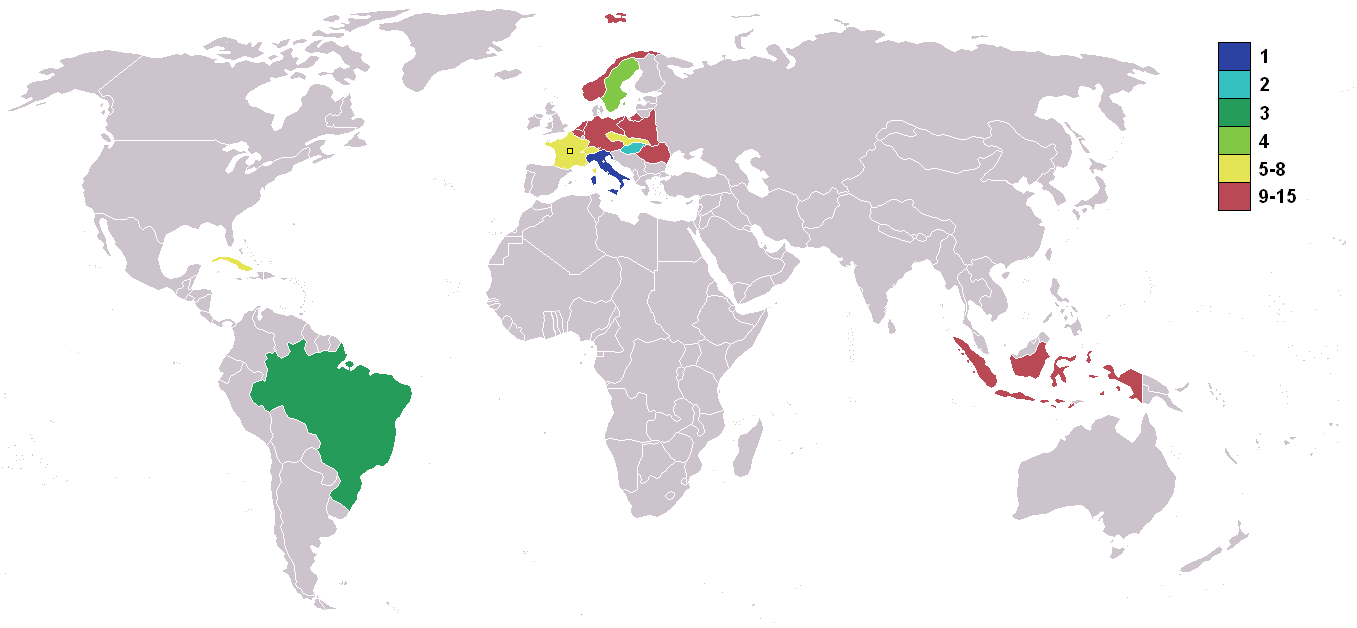
Az 1938-as labdarúgó-világbajnokságon részt vevő országok helyezései

| Helyezés                   | Nemzet        | M | Gy | D | V | G+ | G– | Gk  | P |
| -------------------------- | ------------- | - | -- | - | - | -- | -- | --- | - |
| Arany                      | Olaszország   | 4 | 4  | 0 | 0 | 11 | 5  | +6  | 8 |
| Ezüst                      | Magyarország  | 4 | 3  | 0 | 1 | 15 | 5  | +10 | 6 |
| Bronz                      | Brazília      | 5 | 3  | 1 | 1 | 14 | 11 | +3  | 5 |
| 4.                         | Svédország    | 3 | 1  | 0 | 2 | 11 | 9  | +2  | 2 |
| A negyeddöntőben estek ki  |               |   |    |   |   |    |    |     |   |
| 5.                         | Csehszlovákia | 3 | 1  | 1 | 1 | 5  | 3  | +2  | 3 |
| 6.                         | Svájc         | 3 | 1  | 1 | 1 | 5  | 5  | 0   | 3 |
| 7.                         | Kuba          | 3 | 1  | 1 | 1 | 5  | 12 | –7  | 3 |
| 8.                         | Franciaország | 2 | 1  | 0 | 1 | 4  | 4  | 0   | 2 |
| A nyolcaddöntőben estek ki |               |   |    |   |   |    |    |     |   |
| 9.                         | Románia       | 2 | 0  | 1 | 1 | 4  | 5  | –1  | 1 |
| 10.                        | Németország   | 2 | 0  | 1 | 1 | 3  | 5  | –2  | 1 |
| 11.                        | Lengyelország | 1 | 0  | 0 | 1 | 5  | 6  | –1  | 0 |
| 12.                        | Norvégia      | 1 | 0  | 0 | 1 | 1  | 2  | –1  | 0 |
| 13.                        | Belgium       | 1 | 0  | 0 | 1 | 1  | 3  | –2  | 0 |
| 14.                        | Hollandia     | 1 | 0  | 0 | 1 | 0  | 3  | –3  | 0 |
| 15.                        | Holland India | 1 | 0  | 0 | 1 | 0  | 6  | –6  | 0 |